# Yuta Abe
Yuta Abe (født 31. juli 1974) er en tidligere japansk fodboldspiller.
Han har spillet for flere forskellige klubber i sin karriere, herunder Sanfrecce Hiroshima og Vissel Kobe.